# Chefrens pyramid
För datorspelet från 1997, se Chefrens Pyramid (datorspel)
Chefrens pyramid eller Khafrespyramiden på Gizaplatån vid Giza i utkanten av Kairo, byggdes under Egyptens fjärde dynasti cirka 2548–2535 f.Kr.. Den är med sina 136,4 meter den näst största av de fler än hundra pyramiderna i Egypten. Den är näst störst av de tre stora pyramiderna i Giza och utgör tillsammans med Cheopspyramiden och Menkauras pyramid samt Sfinxen några av världens mest berömda byggnadsverk.

## Historia
Pyramiden uppfördes cirka år 2548–2535 f.Kr., under Egyptens fjärde dynasti, av Chefren (Khafre), son till Cheops (Khufi).
Första gången som pyramiden öppnades och undersöktes i modern tid var den 2 mars 1818 av Giovanni Belzoni, efter att han hittat den ursprungliga ingången till pyramiden på dess nordliga sida. Via ingången hittades vägen till begravningskammaren, och Belzoni hoppades att den skulle vara intakt. Kammaren var dock tom, förutom den öppnade och tomma sarkofagen med dess sönderbrutna lock på golvet. Den första omfattande undersökningen av pyramidområdet genomfördes av John Perring 1837.
Pyramiden var troligtvis öppnad och plundrad redan under den Första mellantiden. Under den 18:e dynastin togs delar av pyramidens täckstenar på order av Ramses II, för att användas till att bygga ett tempel i Heliopolis. Den arabiske historikern Ibn Abd al-Salam har noterat att pyramiden öppnades redan år 1372 f.Kr.

## Byggnaden

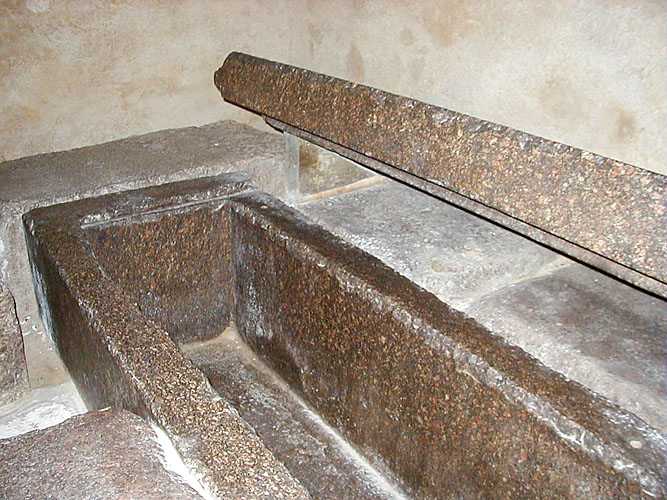
Gravkammaren med sarkofag

Från början var pyramiden cirka 143,5 mter hög, och den har för närvarande en höjd på cirka 136,4 meter och en basyta på cirka 215 x 215 meter. Den ligger några hundra meter söder om Cheopspyramiden, på en liten kulle, varför den verkar högre än den är.
Den är byggd av stenblock av kalksten, vilka väger mer än 2 ton styck, och var ursprungligen täckt med ett yttre lager av täcksten – den nedersta delen av rosa granit och den övre delen av vitpolerad kalksten från Tura. Idag är den övre fjärdedelen av pyramiden fortfarande täckt av slät täcksten, medan det nedre lagret av täcksten har rasat.
Pyramiden har två ingångar på nordsidan, varav en i marknivå och en cirka 11 meter ovan marknivå, och vilka sammanstrålar inne i pyramiden till en gemensam gång. Gravkammaren, som ligger i berggrunden under pyramiden, mäter cirka 14 x 5 meter, har en höjd på cirka 6 meter och innehåller en sarkofag.

## Galleri

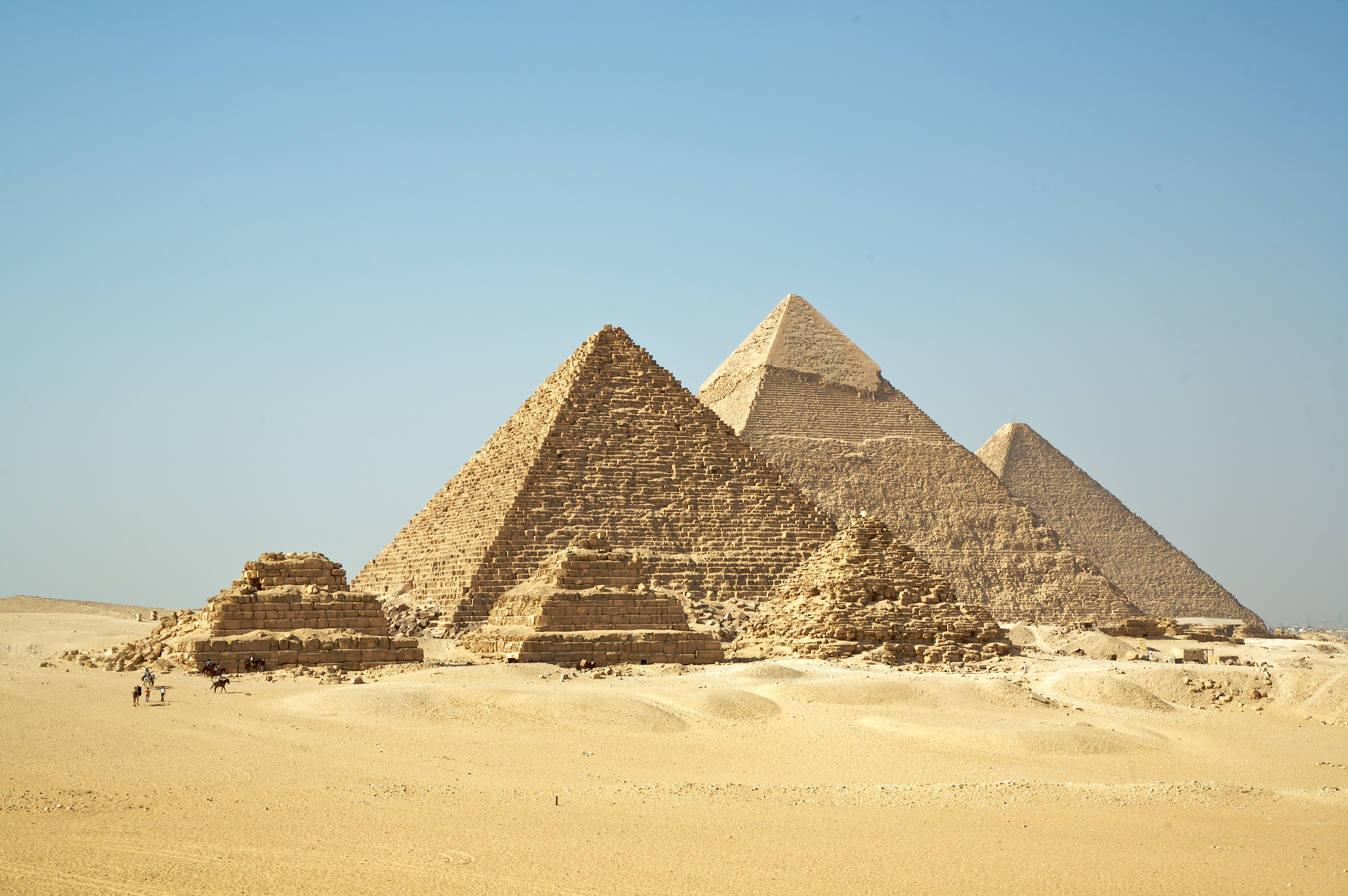
Pyramiderna i Giza, främst är Menkauras pyramid, därefter Chefrens och längst bort Cheops
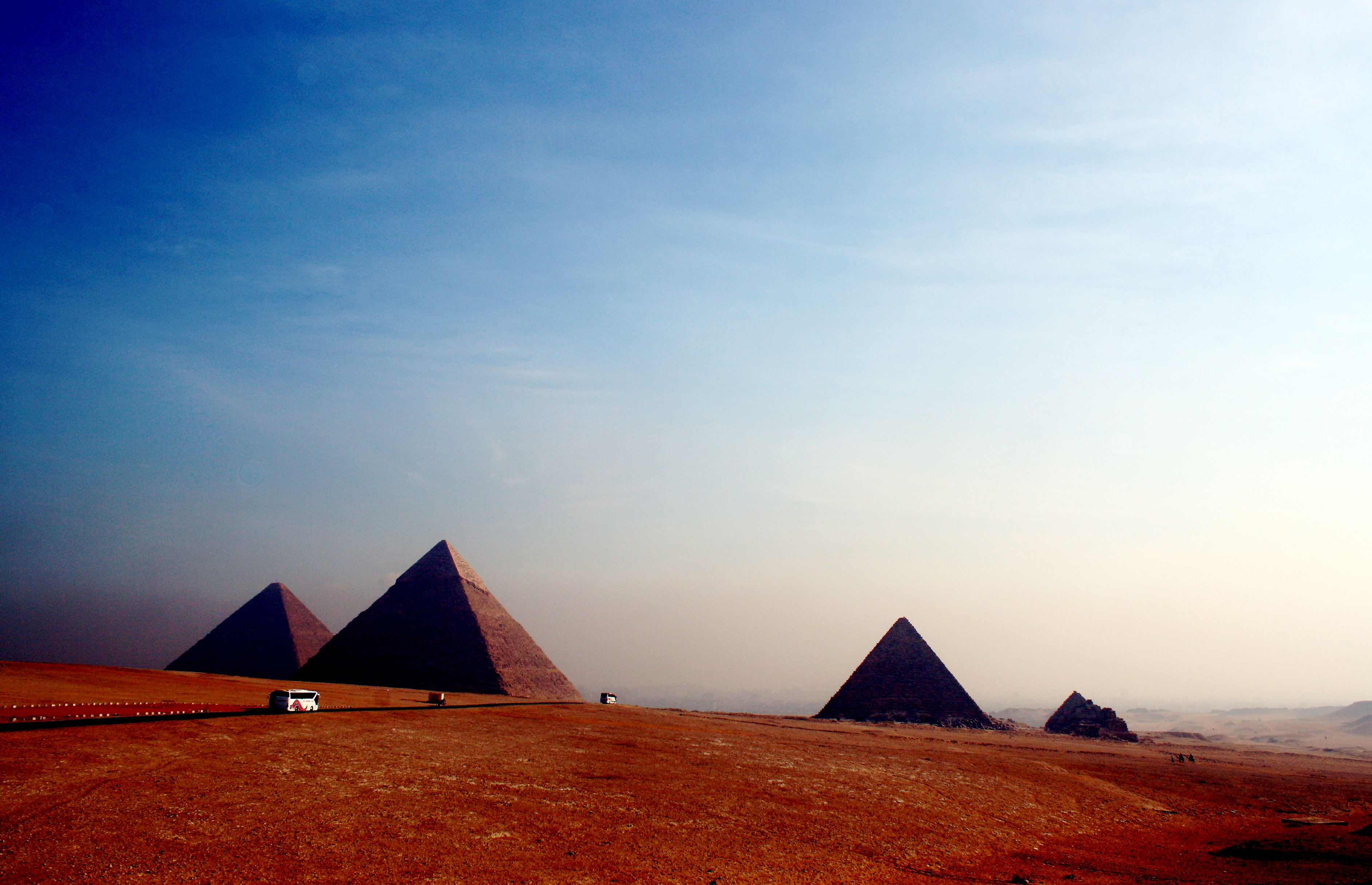
Pyramiderna i Giza, Chefrens pyramid i mitten
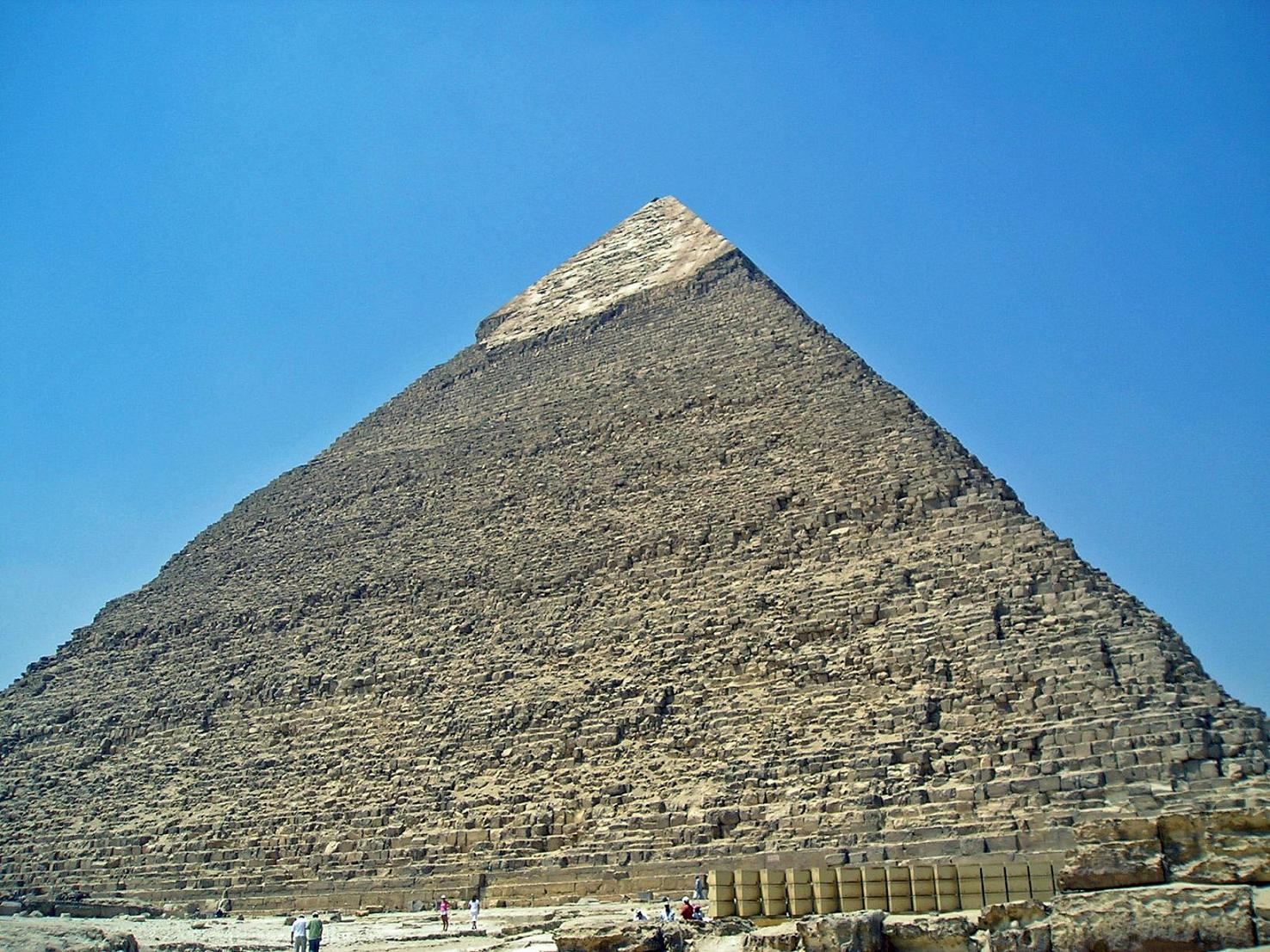
Chefrens pyramid
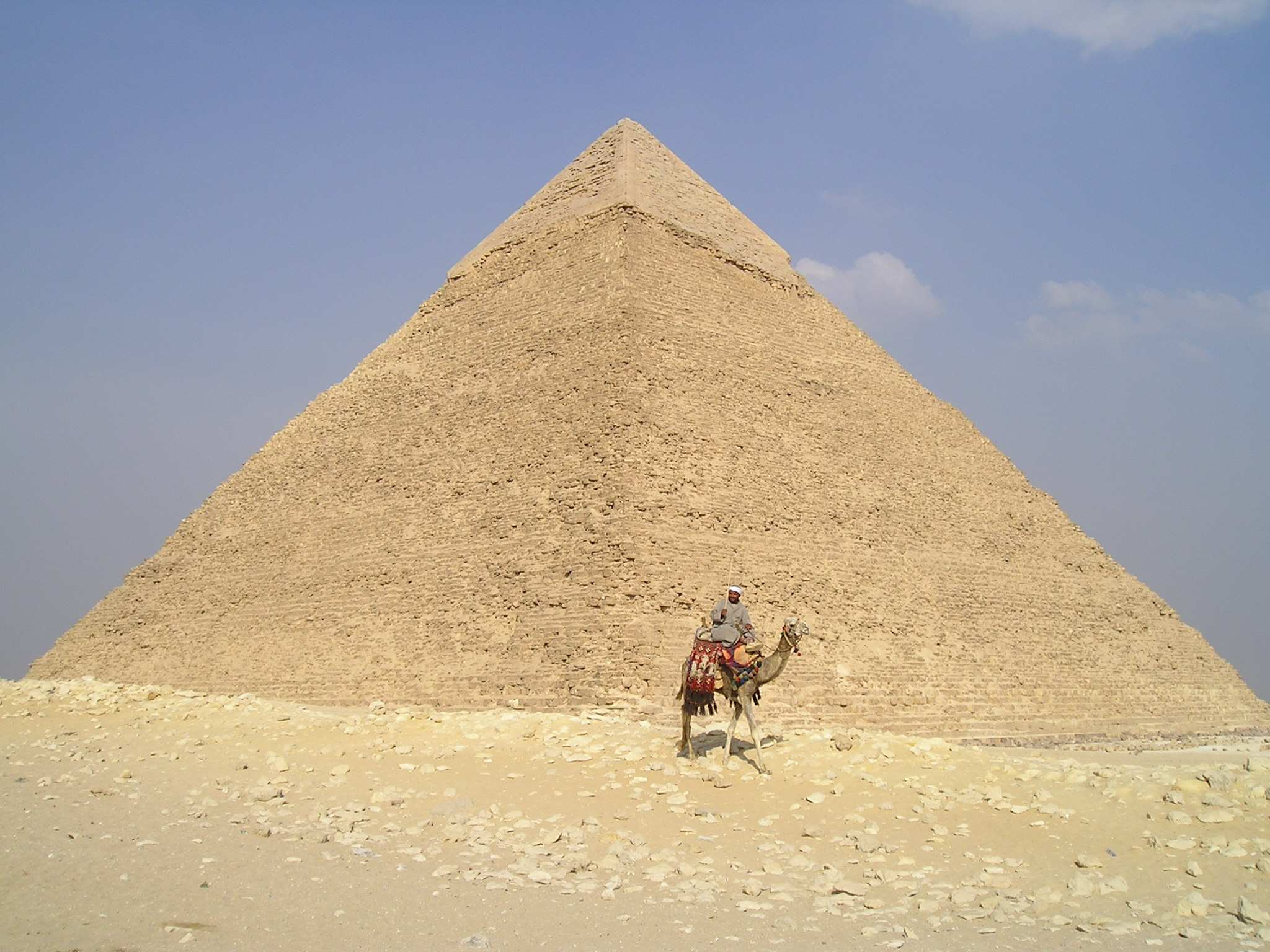
Chefrens pyramid
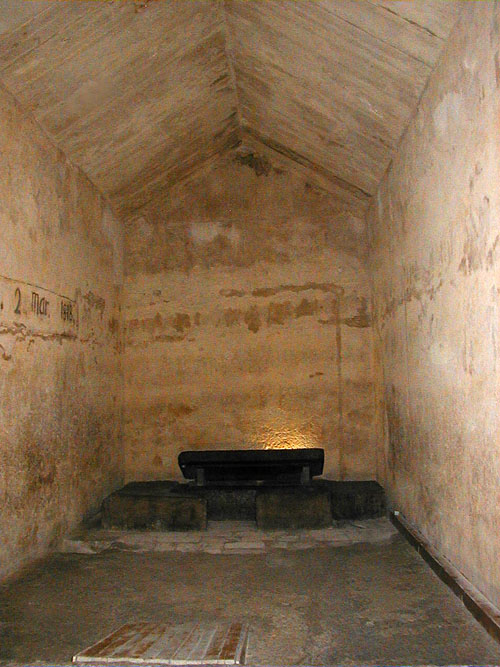
Gravkammaren
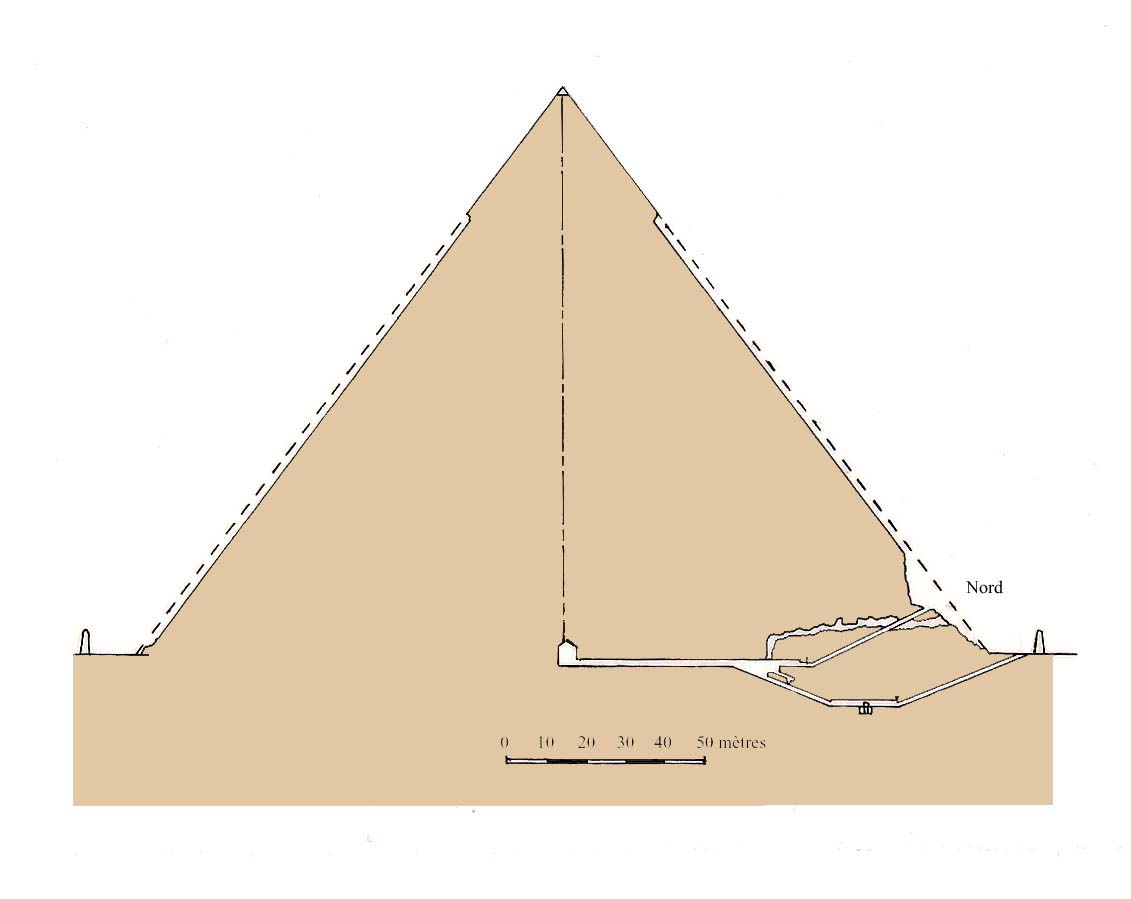
En skiss över pyramidens passager och kamrar
Karta över Gizaplatån som markerar Chefrens pyramid (Pyramid of Khafre)